# Romuleon
De Romuleon is een Latijns werk geschreven door Benvenuto da Imola omstreeks 1362-1363 in Bologna. Het werk verhaalt de geschiedenis van Rome vanaf de stichting van de stad, volgens de legende, door Romulus en Remus tot aan Constantijn de Grote. Hij schreef het werk in opdracht van Gómez Albornoz, toen gouverneur van Bologna.

## Vertalingen
Het werk werd populair in Italië, er zijn 38 exemplaren in het Latijn bewaard gebleven, en er werden drie vertalingen naar het Italiaans gemaakt. Ettelijke kopieën kregen een andere naam zoals Historia romana , Compendium historie romanae of De gestis Romanorum, wat het aantal bewaarde kopieën eigenlijk veel groter maakt. Buiten Italië was het minder populair, er werden twee vertalingen naar het Middelfrans gemaakt, een in 1460 voor Filips de Goede door Jean Miélot en een tweede door Sébastien Mamerot in 1466 voor Louis de Laval. Deze vertaling werd heruitgegeven in 2002 door Fréderic Duval bij Droz in Genève.